# Ulica Zygmunta Waltera-Jankego w Katowicach
Ulica generała Zygmunta Waltera-Jankego w Katowicach – jedna z ważniejszych arterii komunikacyjnych w katowickiej dzielnicy Piotrowice-Ochojec.

## Przebieg
Ulica Zygmunta Waltera-Jankego rozpoczyna swój bieg w Brynowie przy skrzyżowaniu z ulicą Tadeusza Kościuszki (DK 81). Krzyżuje się między innymi z ul. Kolejową, ul. Templariuszy, ul. Ziołową, ul. Armii Krajowej, ul. M. Gierlotki, ul. ks. dra Stanisława Wilczewskiego, ul. Wspólną. Kończy swój bieg ponownie krzyżując się z ulicą Tadeusza Kościuszki.

## Historia
W 1879 rozpoczęto budowę drogi z Mikołowa do Piotrowic o nazwie Landstraße. W 1929 została wyasfaltowana. W 1928 na rogu ulic Zygmunta Waltera-Jankego i Armii Krajowej wybudowano pierwszą stację benzynową w Piotrowicach. Przed II wojną światową ulica nosiła nazwy: Mikołowska, Katowicka, Pocztowa, Bronisława Pierackiego; od 1939 do 1945 – Adolf Hitler Straße. W czasach Polski ludowej ulica nosiła nazwę Armii Czerwonej (do 1951), a po przyłączeniu gminy Piotrowice do Katowic Obrońców Stalingradu (do 1990). Od 1936 do 1937 przy ówczesnej ul. B. Pierackiego wybudowano pierwszą instalację kanalizacyjną w miejscowości Piotrowice. W latach trzydziestych XX wieku przy ulicy istniał Ośrodek Szkolenia Przeciwlotniczego. Od 1933 pod numerem 136 zaczęło działalność Kino Piast (funkcjonowało do 1991).
W latach osiemdziesiątych przy ulicy wzniesiono osiedle mieszkaniowe, tzw. "Targowisko".

## Opis

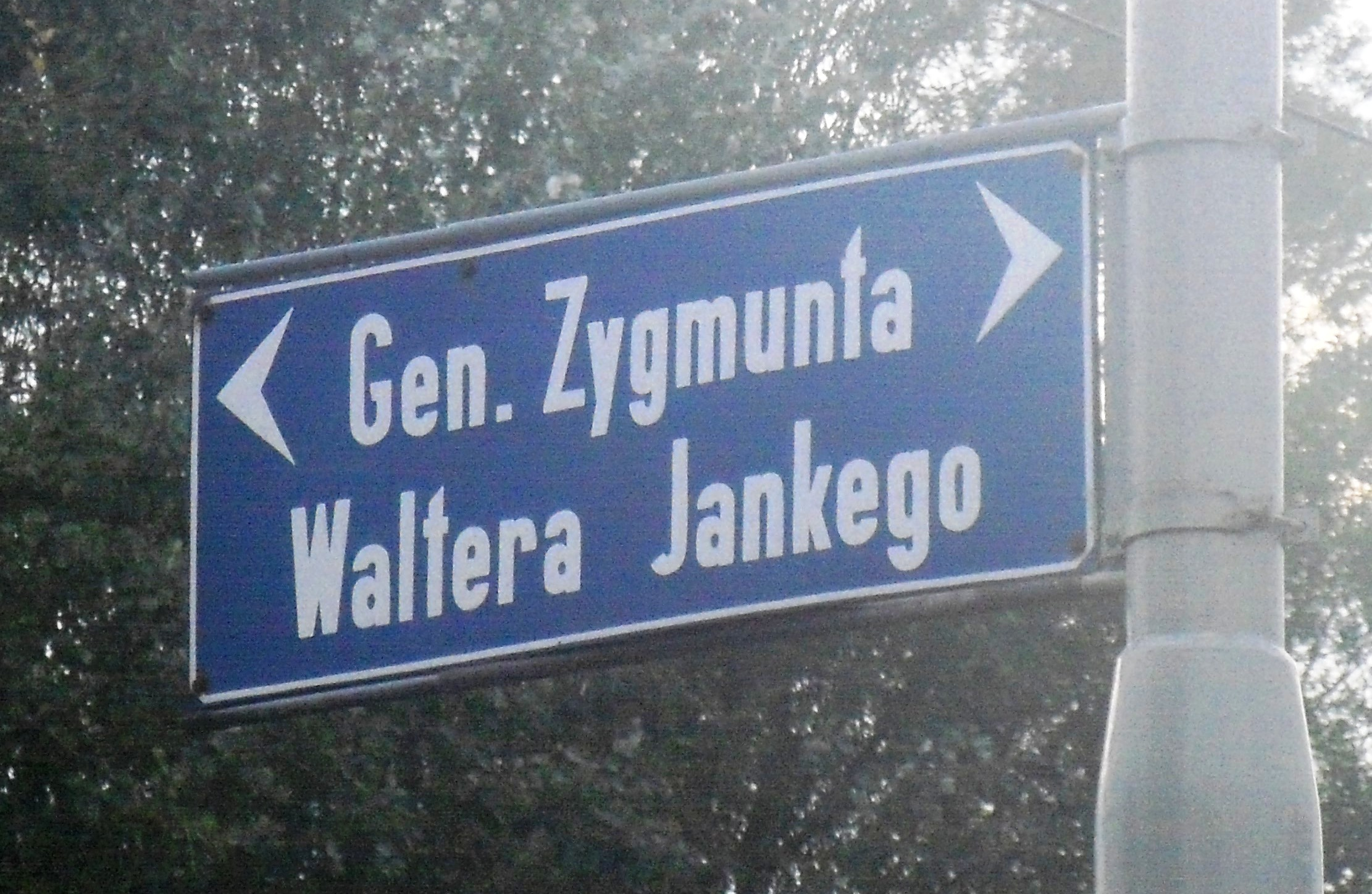
ulica Z. W. Jankego – tabliczka

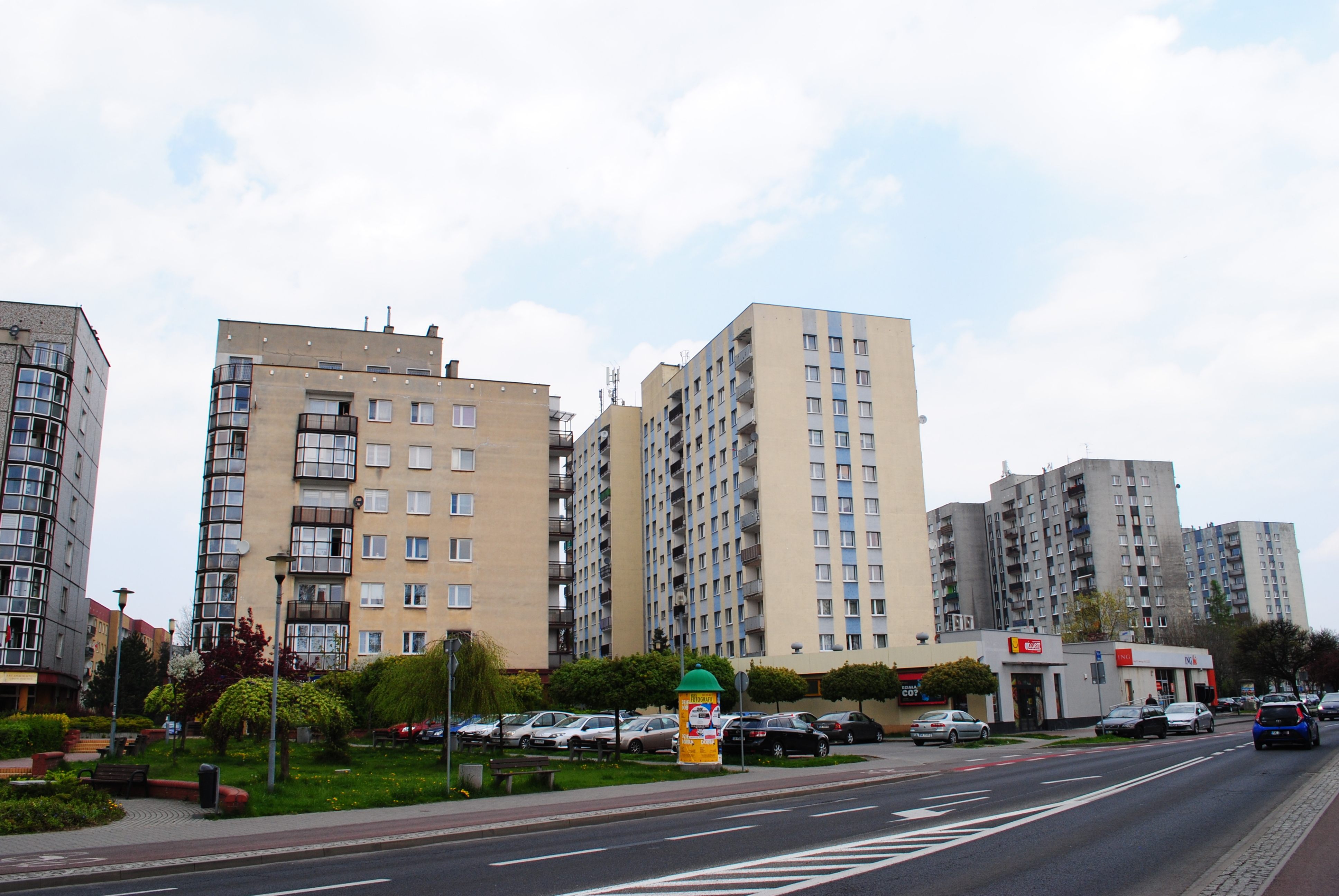
Osiedle Targowisko przy ul. Z. W. Jankego

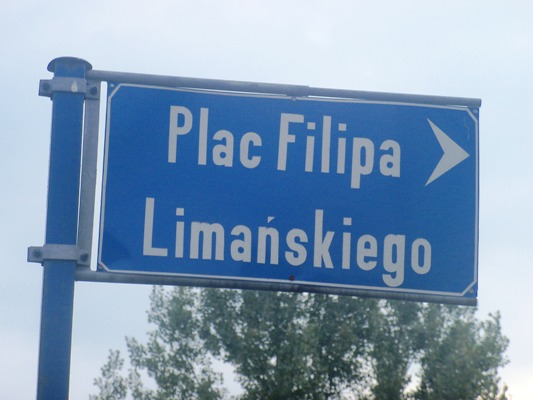
Plac Filipa Limańskiego

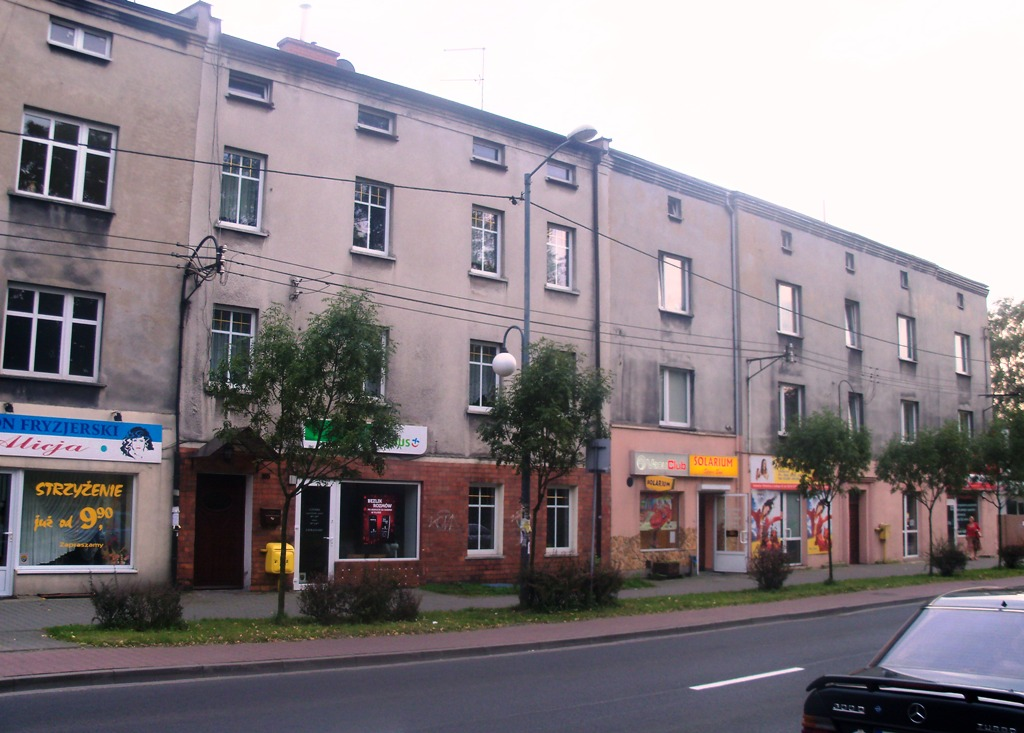
Zabudowania przy ul. Zygmunta Waltera-Jankego

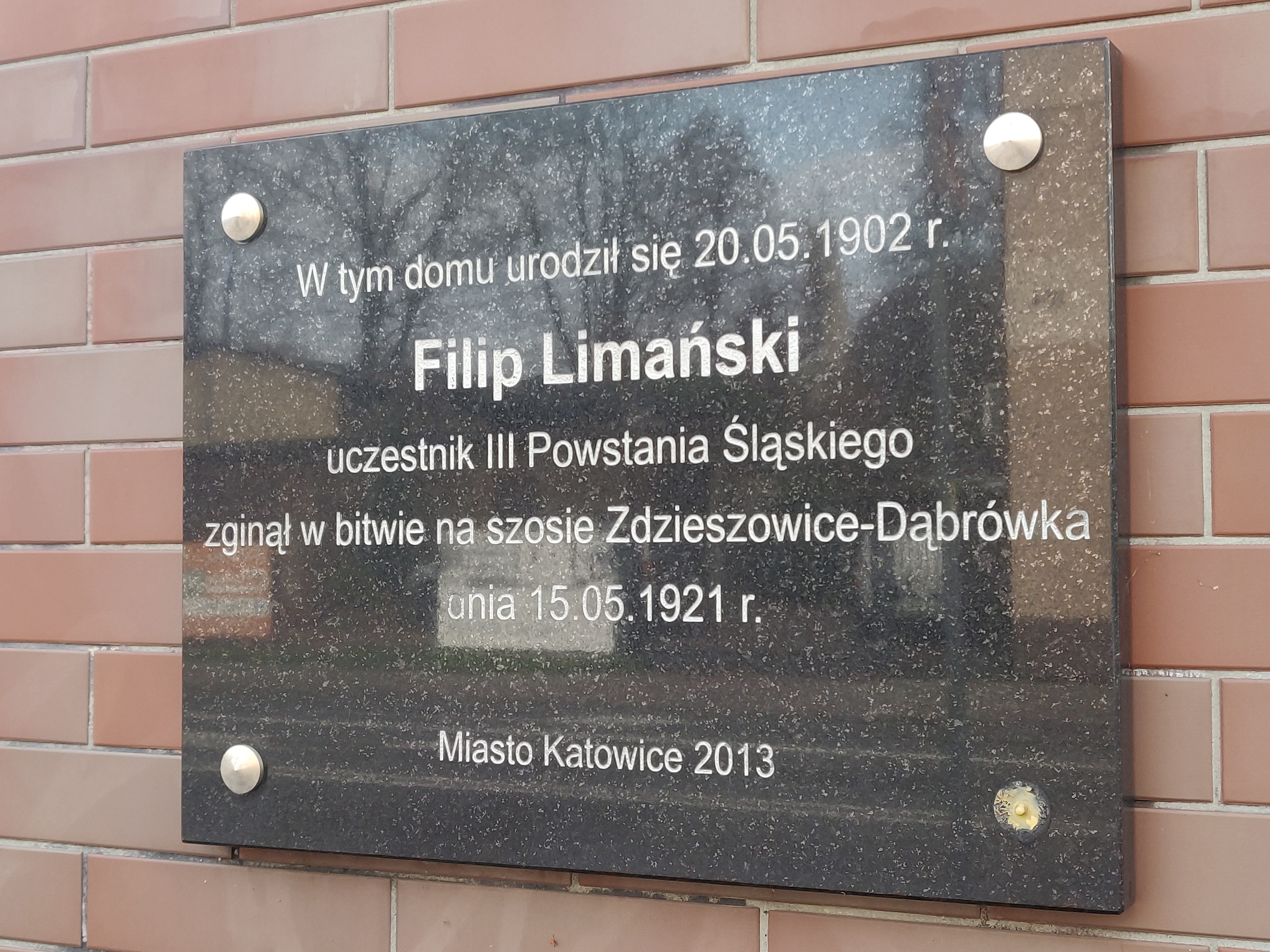
Tablica pamiątkowa na elewacji budynku przy ul. gen. Zygmunta Waltera-Jankego 179 w Katowicach, poświęcona powstańcowi Filipowi Limańskiemu

Ulica posiada przeznaczenie na cele komunikacji drogowej klasy technicznej L. Jest publiczną drogą klasy głównej. Z badań, przeprowadzonych w 2007 wynika, że w rejonie mostu na rzece Ślepiotce natężenie ruchu samochodowego w godzinach popołudniowego szczytu wynosi 1550 pojazdów (88,8% – samochody osobowe, 7,1% – samochody dostawcze, 2,3% – autobusy, 1,4% – samochody ciężarowe). Pod ulicą zlokalizowana jest magistrala wodociągowa Ø 500 mm oraz gazociąg niskiego ciśnienia Ø 300 mm.
Ulicą kursują linie autobusowe ZTM. Przy drodze została wytyczona ścieżka rowerowa. W rejonie ul. Z. W. Jankego i ul. Szewskiej znajduje się plac imienia Filipa Limańskiego – poległego w walkach podczas III powstania śląskiego mieszkańca Piotrowic.

## Obiekty zabytkowe
Przy ulicy znajdują się następujące historyczne obiekty, objęte ochroną konserwatorską:
- budynek (ul. gen. Z. W. Jankego 59); ochronie podlegają: skala i forma historyczna, geometria dachu i jego pokrycie, historyczna wyprawa elewacji (kolorystyka tynku, ceglana elewacja), cechy stylowe i detal architektoniczny[10][13];
- budynek szkoły (V Liceum Ogólnokształcące im. Wł. Broniewskiego) z lat trzydziestych XX wieku (ul. gen. Z. W. Jankego 65)[13];
- dom mieszkalny z zapleczem gospodarczym i ogrodem (ul. gen. Z. W. Jankego 135, na rogu z ul. Szewską); wzniesiony w pierwszej ćwierci XX wieku na działce narożnej[13];
- wolnostojąca kamienica mieszkalna (ul. gen. Z. W. Jankego 147, na rogu z ul. Kornasa); wzniesiona w latach trzydziestych XX wieku wraz z zapleczem gospodarczym na działce narożnej[13];
- dom mieszkalny – kamienica (ul. gen. Z. W. Jankego 156) oraz dawny młyn (ul. gen. Z. W. Jankego 157)[13];
- budynek szkoły (ul. gen. Z. W. Jankego 160), wzniesiony w stylu funkcjonalizmu[13];
- dom mieszkalny z zapleczem gospodarczym (ul. gen. Z. W. Jankego 163); wzniesiony w latach trzydziestych XX wieku[13];
- dwa domy tradycyjne (ul. gen. Z. W. Jankego 172, 180, 184, 186, 188, 192, 194, 200, 204, 224, 228)[13];
- dom mieszkalny z zapleczem gospodarczym i ogrodem (ul. gen. Z. W. Jankego 181, na rogu z ul. Armii Krajowej); wzniesiony w pierwszej ćwierci XX wieku na działce narożnej; na parterze istnieją sklepy[13];
- wolnostojący dom mieszkalny z zapleczem gospodarczym i ogrodem (ul. gen. Z. W. Jankego 203, na rogu z ul. ks. Stanisława Wilczewskiego); wzniesiony w latach dwudziestych XX wieku na działce narożnej[13];
- wolnostojący dom mieszkalny z zapleczem gospodarczym i ogrodem (ul. gen. Z. W. Jankego 209); wzniesiony na początku XX wieku[13];
- wolnostojący dom mieszkalny z zapleczem gospodarczym i ogrodem (ul. gen. Z. W. Jankego 217, na rogu z ul. Karola Darwina); wzniesiony na początku XX wieku na działce narożnej[13];
- wolnostojący dom mieszkalny z zapleczem gospodarczym i ogrodem (ul. gen. Z. W. Jankego 225, na rogu z ul. Kazimierza Przerwy-Tetmajera); wzniesiony na początku XX wieku na działce narożnej[13];
- kamienica mieszkalna z zapleczem gospodarczym i ogrodem (ul. gen. Z. W. Jankego 227–229; wzniesiona na przełomie lat dwudziestych i trzydziestych XX wieku w pierzei domu pod numerem 231[13];
- kamienica mieszkalna z zapleczem gospodarczym i ogrodem (ul. gen. Z. W. Jankego 231); wzniesiona w latach trzydziestych XX wieku[13];
- wolnostojąca kamienica mieszkalna z zapleczem gospodarczym i ogrodem (ul. gen. Z. W. Jankego 243); wzniesiona w latach trzydziestych XX wieku na działce narożnej[13];
- wolnostojąca kamienica mieszkalna z zapleczem gospodarczym i ogrodem (ul. gen. Z. W. Jankego 253); wzniesiona w latach trzydziestych XX wieku[13];
- krzyż na rogu ulic Z. Waltera-Jankego i ul. Szewskiej; pochodzący z XVII wieku, wzniesiony na mogiłach żołnierzy szwedzkich[14], walczących 28 VIII 1644 w biwie z wojskami Zygfryda II Promnitza[15];
- krzyż przy ul. Z. Waltera-Jankego (przy wjeździe od Mikołowa); powstały w XIX wieku z fundacji Andrzeja Limańskiego, na pamiątkę rodziców, zmarłych na cholerę[16];
- krzyż przy ul. Z. Waltera-Jankego, obok dawnego budynku poczty; wzniesiony w 1933 z fundacji mieszkańców, zbudowany z piaskowca w formie czworokąta z monogramem IHS i cytatem z trenów Jeremiasza[16].

## Instytucje
Przy ul. Zygmunta Waltera-Jankego swoją siedzibę mają według stanu z 2011 roku:
- sklepy, przedsiębiorstwa handlowo-usługowe, organizacje;
- zakład pogrzebowy, centrum edukacyjno-szkoleniowe, księgarnia;
- Szkoła Podstawowa nr 28 im. Karola Miarki w Katowicach (dawn. Gimnazjum nr 20), banki;
- zakład opieki zdrowotnej;
- Miejska Biblioteka Publiczna (filia nr 9);
- Miejskie Przedszkole nr 46;
- Narodowy Fundusz Zdrowia – Śląski Oddział Wojewódzki;
- Miejski Dom Kultury "Piotrowice" – Filia nr 1;
- Miejskie Przedszkole nr 4;
- V Liceum Ogólnokształcące im. Wł. Broniewskiego (ul. gan. Z. W. Jankego 65); na fasadzie budynku szkoły znajduje się tablica, upamiętniająca Hilarego Hermana – nauczyciela liceum, uczestnika Ruchu Oporu, który zginął z rąk hitlerowców 3 września 1939; tablicę odsłonięto w 1979[18];

- Szkoła Policji w Katowicach.